# Jelena Voltsjetskaja
Jelena Vladimirovna Voltsjetskaja (Wit-Russisch: Алена Уладзіміраўна Цюнянкова (Валчэцкая); Russisch: Елена Владимировна Волчецкая) (Grodno, 4 december 1944) is een voormalig turnster uit de Sovjet-Unie. 
Voltsjetskaja nam deel aan de Olympische Zomerspelen 1964 en won daar met haar ploeggenoten de gouden medaille in de landenwedstrijd. Individueel behaalde zij de vijfde plaats op sprong en de achtste plaats in de meerkamp.

## Resultaten

### Olympische Zomerspelen
| Jaar | Plaats | Resultaten                                        |
| ---- | ------ | ------------------------------------------------- |
| 1964 | Tokio  | landenwedstrijd 5e sprong 8e individuele meerkamp |